# Isabella Huser
Isabella Huser (geboren 1958) ist eine Schweizer Schriftstellerin, Filmproduzentin und Übersetzerin.

## Leben
Isabella Huser ist eines von drei Kindern einer aus Italien stammenden Lehrerin und eines Schweizer Berufsmusikers jenischer Abstammung. Ihre Grosseltern väterlicherseits mussten in der Schweiz der späten 1920er Jahre mit ihren Kindern vor dem Zugriff durch die Pro Juventute fliehen, die seit 1926 jenische Familien verfolgte. Die später als Volksmusikkapelle "Wandervögel" bekannte Musikantenfamilie, aus der auch die bekannte Schweizer Formation "Huserbuebe" hervorging, tauchte während zwei Jahren im Tessin unter. Isabella Huser bezeichnet sich selbst als Jenische und als «Zigeunerin», ein unter Jenischen als Selbstbezeichnung verwendeter Begriff. Huser wuchs mit zwei Geschwistern in der Region Zürich im Limmattal auf; die Familiensprache war Deutsch, Jenisch hat Isabella Huser nie gelernt.
Huser studierte Übersetzung an der Dolmetscherschule Zürich und Terminologie an der Zürcher Hochschule für Angewandte Wissenschaften. Sie war als Fachübersetzerin für Wirtschaft und Recht tätig. Zunächst arbeitete sie als Anwaltssekretärin und Gerichtsdolmetscherin in Mailand, anschliessend als Übersetzerin in Vevey. Einige Zeit war Huser Generalsekretärin beim Filmfestival von Locarno. 1993 gründete sie mit Andreas Hoessli in Zürich die Produktionsfirma Espaces Film GmbH. Bis 2007 produzierte sie Dokumentarfilme. 2003 wurde sie als Coautorin mit dem Film Epoca, den sie auch produziert hatte, für den Schweizer Filmpreis nominiert. 2008 erschien im Zürcher Bilger Verlag ihr erster Roman. Im selben Jahr wurde sie mit einem Werkbeitrag des Kantons Zürich ausgezeichnet. Im darauffolgenden Jahr war sie Preisträgerin des Lilly-Ronchetti-Preises. 2021 ist ihr zweiter Roman "Zigeuner" erschienen. Seit dem 1. Januar 2024 ist sie Mitglied der Eidgenössischen Kommission gegen Rassismus (EKR).
Huser wohnt in Berlin und in Zürich.

## Buchveröffentlichungen
- Das Benefizium des Ettore Camelli. Roman. Bilgerverlag, Zürich 2008, ISBN 978-3-03762-000-7.

- Zigeuner. Roman. Bilgerverlag, Zürich 2021, ISBN 978-3-03762-093-9.

## Filmografie
als Produzentin
- 1993: Swiss Funk von Patrick Maday, Kurzfilm
- 1997: Devils don’t dream! Nachforschungen über Jacobo Arbenz Guzmán, Dokumentarfilm von Andreas Hoessli (Friedensfilmpreis/Peace Film Prize, 1996 Berlin International Film Festival. First Prize, 1996 Valladolid International Documentary Film Festival (Spain), 1997 Human Rights Watch Film Festival)
- 1998: Les Laboratoires de la Vie von Irene Loebell (Auftragsproduktion für die SRG)
- 2004: Wall Street
- 2006: Swiss Sans Papiers

als Produzentin und Co-Autorin
- 2002: Epoca – The Making of History